# افرا (امكورا)
افرا هو دُوَّار يقع بجماعة أكليف، إقليم الصويرة، جهة مراكش آسفي في المملكة المغربية. ينتمي الدوّار لمشيخة امكورا التي تضم 17 دوار. يقدر عدد سكانه بـ 256 نسمة حسب الإحصاء الرسمي للسكان والسكنى لسنة 2004.

## روابط خارجية
- البوابة الوطنية للجماعات الترابية
- المندوبية السامية للتخطيط